# Oxymycterus angularis
Oxymycterus angularis är en däggdjursart som beskrevs av Thomas 1909. Oxymycterus angularis ingår i släktet grävmöss och familjen hamsterartade gnagare. IUCN kategoriserar arten globalt som livskraftig. Inga underarter finns listade i Catalogue of Life.
Denna gnagare förekommer främst i östra Brasilien i delstaterna Alagoas, Ceará och Pernambuco. Habitatet utgörs av tropiska buskskogar och av mera öppna landskap.